# Barger-Oosterveld
Barger-Oosterveld is een woonwijk in Emmen, in de Nederlandse provincie Drenthe. Van oorsprong was het een zelfstandig dorp, maar tegenwoordig is het als woonwijk onderdeel van de plaats Emmen.

## Geografie
Barger-Oosterveld is een ontginningsdorp, gelegen op een hoge zandrug. Het is een jong dorp en heeft daarom weinig oude gebouwen. Het wordt van de rest van Emmen gescheiden door de N391, de Rondweg om Emmen. Aan de noordkant van het dorp ligt een groot bedrijventerrein.

De omgeving van Barger-Oosterveld bestaat uit landbouwgebied (heideontginningen). Het omliggende veengebied ligt tot tien meter lager dan het dorp. Aan de oostkant grenst het dorpsgebied aan het Oosterbos en het natuurontwikkelingsproject Landgoed Scholtenszathe.

Tot het dorpsgebied behoort ook begraafplaats Oeverse Bos.

## Geschiedenis
Al in de Bronstijd was er bewoning op deze plek. In 1957 worden de resten blootgelegd van een tempel uit deze periode. Deze staat bekend onder de naam Tempeltje van Barger-Oosterveld. In 1953 wordt een nog oudere vondst gedaan, namelijk de Dolk van Barger-Oosterveld.

Het huidige Barger-Oosterveld is ontstaan in 1880 en vierde in 2005 zijn 125-jarig jubileum. Het huidige dorpsgebied was tot eind negentiende eeuw een heidegebied dat hoorde bij de marke van Noord- en Zuidbarge. De eerste bewoners waren individuele gelukzoekers die vanaf de veilige zandgronden wilde meeprofiteren van de veenontginningen in de buurt. In de jaren 1870 kwamen er steeds meer boeren uit Barger-Compascuum die daar hun bedrijf niet meer konden uitoefenen. Het ging vooral om rooms-katholieken afkomstig uit het aangrenzende Hannover, die daarom Hannovenaren werden genoemd. Door grond te pachten van de Barger boeren konden zij hier een eigen bestaan opbouwen, zij het met hard werken en veel bijverdiensten in Holland of de veengebieden. Na de Tweede Wereldoorlog groeide het dorp sterk door de bouw van enkele nieuwbouwwijken, maar het bleef een hechte gemeenschap.

## Voorzieningen
Barger-Oosterveld heeft een aantal voorzieningen, waaronder een openbare en een rooms-katholieke basisschool. In de wijk ligt het sportpark de Meerdijk, waar FC Emmen zijn thuiswedstrijden speelt. SVBO (Sport Vereniging Barger Oosterveld) is de amateurvoetbalclub van de wijk. De club speelde vele jaren in de hoofdklasse.

### Gerardus Majellakerk

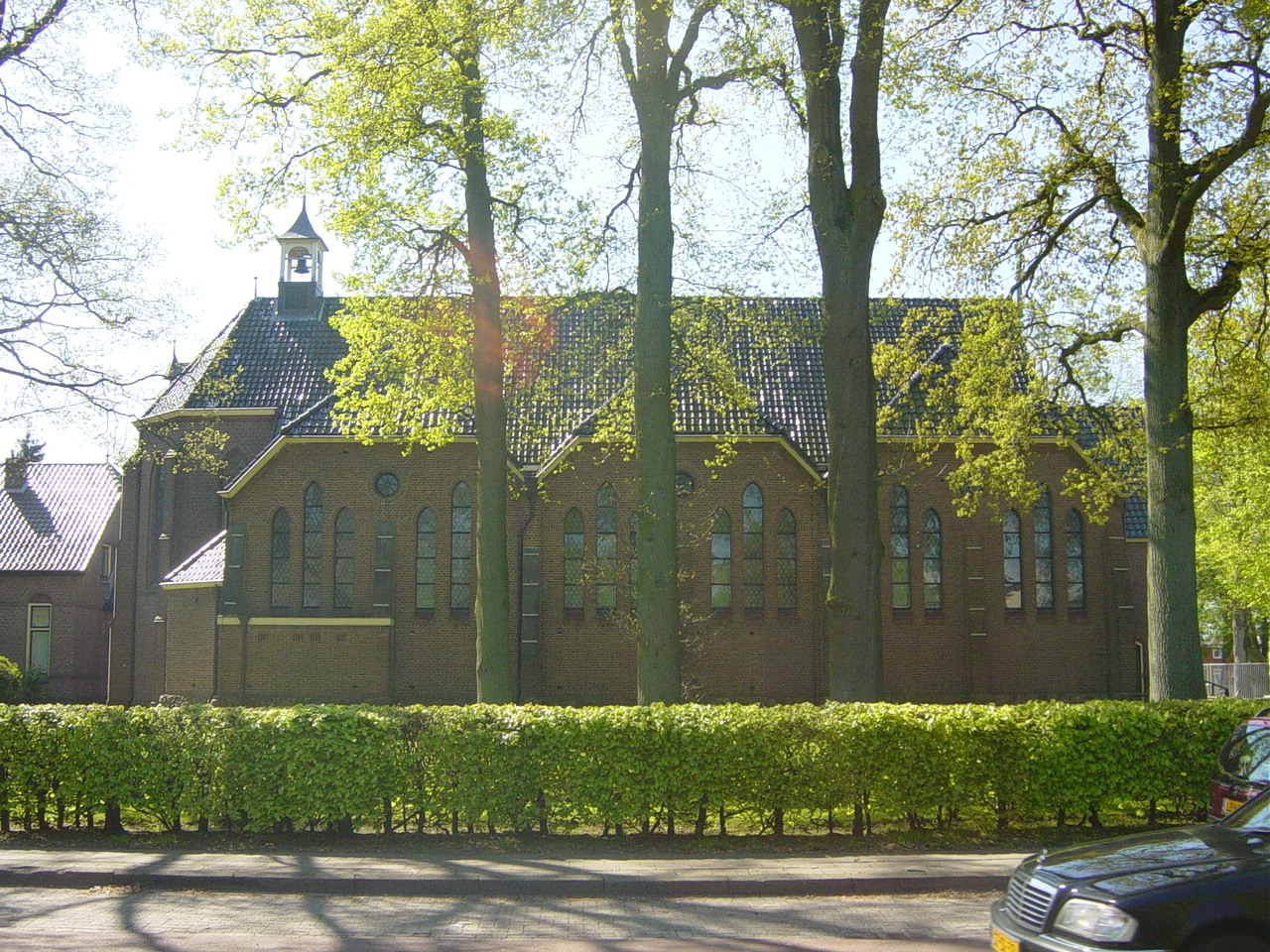
Exterieur van de Gerardus Majellakerk te Barger Oosterveld

Aan het einde van de Splitting bevindt zich de kerk. Zij is op initiatief van pastoor Vinke (1866-1938) van Munsterscheveld en pastoor Weninck (1863-1920) van Barger-Compascuum gebouwd. Beide pastoors, grote Gerardusvereerders, slaagden erin om de eerste kerk in Nederland te bouwen die aan Gerardus Majella was toegewijd. Al snel ontwikkelde zich vanuit de buurtparochies een bedevaart naar Barger-Oosterveld. In 1922 werd de kerk vergroot door Jos Cuypers en Pierre Cuypers jr.
Op de laatste zondag voor 29 juni, het feest van Petrus en Paulus, vindt de jaarlijkse bedevaart plaats. De viering van de eucharistie en de processie vinden dan in het processiepark plaats.

## Geboren in Barger-Oosterveld
- Cor Fuhler (1964-2020), improvisator en componist van experimentele elektronische muziek